# Base antarctique Progress
La base antarctique Progress est une base permanente russe située sur les collines Larsemann en terre de la Princesse-Élisabeth près de la base australienne Davis. Elle a été inaugurée en 1989.
La base compte 77 personnes en été et 20 personnes en hiver.
Elle conserve le premier véhicule de transport spécialement conçu pour les traversées intérieures en Antarctique, le tracteur autoneige Kharkovkchanka. Conçu à l'usine Malyshev de Kharkov (à l'époque en Union soviétique), ce véhicule, utilisé entre 1959 et 2010, est classé comme monument historique de l'Antarctique.